# Melut County
Melut County ist eine Verwaltungseinheit im Bundesstaat Upper Nile im Südsudan.

## Geographie
Das Melut County liegt östlich des Weißen Nils im Gebiet des Melut Basins. Im Süden liegt Paloich. Das County grenzt an Manyo County im Westen, Maaban County im Osten, Baliet County im Süden und Renk County im Norden.
Das County ist eingeteilt in die Payam Melut, Paloch, Bemichuk, Galdora, Wunamom und Panamdit.
Die Region ist eine flache Ebene mit Schwarzerdeböden (black cotton soils), bestanden mit Savannenvegetation und Akazien. Der Nil ist die Hauptverkehrsader.

## Bevölkerung
Die größten Gemeinschaften im County gehören zu den Ethnien der Dinka, Shilluk, Burun, Fur, Nubier und Nuer. Viele Migranten leben in den Siedlungen Melut, Paloch und Galdora.
2008 hatte das County ca. 49.250 Einwohner.
Im September 2010 verurteilte ein traditionelles Häuptlingskonzil unangemessene Kleidung von jungen Frauen im Zusammenhang mit AIDS. Die Lokalen Behörden bemühen sich um Aufklärungskampagnen.
2015 wurde das Melut County in zwei geteilt, Melut (Melut Payam, Paloch Payam, Bomuchok Payam) und Adar (Goldra Payam, Wunamaum Payam, Panamdit Payam, Thiangrial). Dabei wurde vor allem entlang ethnischer Grenzen aufgeteilt. Die Bevölkerung des Melut County besteht fast ausschließlich aus Dinka (Nyiel und Ager). Melut ist der Hauptfördergebiet für Öl im Südsudan.

## Wirtschaft
Der Nil und seine kleinen saisonalen Zuflüsse sind Hauptquelle für Trinkwasser, sowie Fischgründe und Viehtränke. Die meisten Menschen leben von Weidewirtschaft. Es wird auch Sorghum und in kleinerem Umfang Mais angebaut.
Nichtregierungsorganisationen wie der Fellowship for African Relief (FAR) haben Training für Landwirtschaft angeboten, vor allem für junge Erwachsene, die nach dem Bürgerkrieg wieder in die Region zurückgekehrt sind.
Die Kriege und die Ausbeutung der Erdölvorkommen hat die Landwirtschaft empfindlich geschwächt.

## Gesundheit
Wasser wird gewöhnlich aus unaufbereiteten Quellen genossen und es gibt keine Kläranlagen, so dass Magen-Darm-Erkrankungen und andere Hygiene-bedingte Krankheiten grassieren.
Im März 2006 litten 20 % der Bevölkerung an allgemeinen Mangelernährungserscheinungen (Global Acute Malnutrition) und 1,7 % an schweren Mangelernährungserscheinungen (Severe Acute Malnutrition).
Daneben sind Erkältungskrankheiten während der Trockenzeit, sowie Malaria und Diarrhoe während der Regenzeit die häufigsten Todesursachen.
Das staatliche Melut Hospital wurde im Februar 2005 mit zwei Doktoren, einem Medizinischenassistenten, einem Pharmazeuten, einem Laborattechniker und zehn Krankenschwestern eröffnet. Es gibt einen Krankensaal für Männer und zwei Krankensääle für Frauen, sowie einen Operationsraum für kleinere Operationen.
Das Laborat ist nur teilweise ausgestattet. 2008 eröffnete Medair ein Erste Hilfe Gesundheitszentrum (Primary Health Care Center) in Melut Payam.
Wie bei der Hauptklinik hat Medair außerdem sechs Ersthilfszentren aufgebaut, die vom Ministry of Health in abgelegenen Gebieten  unterhalten werden.